# Gerald L. Baliles
Gerald L. Baliles (Stuart, Virginia, 8 de julio de 1940-Charlottesville, Virginia, 29 de octubre de 2019) fue un político estadounidense, gobernador del estado de Virginia entre 1986 y 1990.

## Biografía

### Primeros años
Durante su infancia, sus padres se separaron, y él junto con su hermano fueron criados por sus abuelos en una granja en el condado de Patrick (Virginia), cerca de la frontera con Carolina del Norte.
Tras asistir a la Escuela Militar Fishburne en Waynesboro (Virginia) prosiguió sus estudios en la Universidad Wesleyana (Connecticut), donde obtuvo una licenciatura en Governance (1963). Se licenció en la Facultad de Derecho de la Universidad de Virginia en 1967 y comenzó a trabajar para el Departamento de Justicia de Virginia como abogado. Allí se especializó en Derecho ambiental. Posteriormente ejerció como abogado privado.
A lo largo de su vida, Baliles, incluso mientras hacía campaña por el cargo, se le podía ver leyendo biografías, libros sobre historia china o tratados sobre filosofía.

### Ascenso político y gobernador de Virginia
Integrado en el Partido Demócrata. Fue elegido miembro de la Cámara de Representantes de Virginia y posteriormente fue fiscal general de su estado (1981-1985) bajo el gobernador Charles S. Robb. En 1985, fue elegido como candidato de su partido para el puesto de gobernador. Después de esta victoria electoral, frente al republicano Fairfax Wyatt B. Durrette Jr. en las elecciones generales, Baliles ejerció su cargo entre el 18 de enero de 1986 y el 14 de enero de 1990. Como la constitución estatal de Virginia prohíbe la reelección directa de un gobernador, no pudo volver a presentarse en 1989. Como gobernador, nombró a Elizabeth B. Lacy la primera mujer que ejerció como jueza de la Corte Suprema de su estado.
Entre los objetivos que consiguió a través de su labor como gobernador de Virginia se encuentran: el acceso al gobierno para las mujeres y las minorías de la comunidad; una campaña contra el analfabetismo unida al desarrollo de programas educativos para erradicarlo; un considerable aumento del gasto en guarderías, programas preescolares y en la Universidades de Virginia; la mejora de las infraestructuras en el estado de Virginia. En este contexto, se ampliaron carreteras, puertos marítimos y aeropuertos. Esto también simplificó el transporte de mercancías y lo hizo más barato. 
Gerald Lee Baliles viajó a más de veinte países para promocionar Virginia como un lugar para negocios internacionales. También realizó una campaña para preservar el medio ambiente y especialmente contra la contaminación del agua de la Bahía de Chesapeake. En este sentido, impulsó un esfuerzo de limpieza de cien millones de dólares para dicha bahía, que incluyó la prohibición de la perforación petrolera en alta mar.
El gobernador era miembro de numerosas organizaciones y asociaciones de gobernadores. Al final de su mandato, era muy popular en Virginia. Su popularidad la utilizó en apoyo de su vicegobernador Baliles. L. Douglas Wilder, quien sucedió a Baliles, al vencer en las elecciones de 1989, convirtiéndose en el primer gobernador electo afroamericano de cualquier estado norteamericano.
Concluida su etapa como gobernador, se convirtió en socio de la firma de abogados Hunton & Williams en Richmond. Fue miembro de muchas asociaciones de abogados. Posteriormente fue director del Centro Miller de Asuntos Públicos, un instituto fundado en 1975 para la investigación de políticas en la Universidad de Virginia, cargo en el que estuvo hasta su retiro en 2014.
Tuvo dos hijos con su esposa Jeannie P. Baliles. La pareja vivía en Charlottesville.
Gerald Lee Baliles falleció a los setenta y nueve años a consecuencia de las complicaciones del cáncer de riñón que padecía.